# Marvin Gaye/Diskografie
Diese Diskografie ist eine Übersicht über die musikalischen Werke des US-amerikanischen Soul- und R&B-Sängers Marvin Gaye. Den Schallplattenauszeichnungen zufolge hat er bisher mehr als 28,5 Millionen Tonträger verkauft, davon alleine in seiner Heimat über 18,1 Millionen. Dabei ist anzumerken, dass die Schallplattenfirma Motown Records aus Detroit während ihrer erfolgreichsten Ära in den 1960er und 1970er Jahren, nicht Bestandteil der US-amerikanischen RIAA war und somit seine Plattenverkäufe aus dieser erfolgreichen Zeit signifikant höher liegen. Seine erfolgreichste Veröffentlichung ist die Single Ain’t No Mountain High Enough mit über 10,3 Millionen verkauften Einheiten.

## Alben

### Studioalben
| Jahr | Titel                                            | Höchstplatzierung, Gesamtwochen, AuszeichnungChartplatzierungen (Jahr, Titel, Platzierungen, Wochen, Auszeichnungen, Anmerkungen) | Höchstplatzierung, Gesamtwochen, AuszeichnungChartplatzierungen (Jahr, Titel, Platzierungen, Wochen, Auszeichnungen, Anmerkungen) | Höchstplatzierung, Gesamtwochen, AuszeichnungChartplatzierungen (Jahr, Titel, Platzierungen, Wochen, Auszeichnungen, Anmerkungen) | Höchstplatzierung, Gesamtwochen, AuszeichnungChartplatzierungen (Jahr, Titel, Platzierungen, Wochen, Auszeichnungen, Anmerkungen) | Höchstplatzierung, Gesamtwochen, AuszeichnungChartplatzierungen (Jahr, Titel, Platzierungen, Wochen, Auszeichnungen, Anmerkungen) | Höchstplatzierung, Gesamtwochen, AuszeichnungChartplatzierungen (Jahr, Titel, Platzierungen, Wochen, Auszeichnungen, Anmerkungen) | Anmerkungen |
| Jahr | Titel                                            | DE | AT | CH | UK | US | R&B | Anmerkungen |
| ---- | ------------------------------------------------ | --- | --- | --- | --- | --- | --- | --- |
| 1964 | Together                                         | — | — | — | — | US42 (16 Wo.)US | — | Erstveröffentlichung: 15. April 1964 mit Mary Wells Aufnahme: Hitsville USA Studios, Detroit Produzenten: Clarence Paul, Mickey Stevenson                                                                                              |
| 1965 | How Sweet It Is to Be Loved by You               | — | — | — | — | US128 (10 Wo.)US | R&B4 (7 Wo.)R&B | Erstveröffentlichung: 21. Januar 1965 Produzenten: Brian Holland, Lamont Dozier, Berry Gordy |
| 1966 | Moods of Marvin Gaye                             | — | — | — | — | US118 (10 Wo.)US | R&B8 (17 Wo.)R&B | Erstveröffentlichung: 23. Mai 1966 Produzenten: Smokey Robinson, Brian Holland, Lamont Dozier, Clarence Paul |
| 1966 | Take Two                                         | — | — | — | — | — | R&B24 (2 Wo.)R&B | Erstveröffentlichung: 25. August 1966 mit Kim Weston Produzenten: Harvey Fuqua, William Stevenson |
| 1967 | United                                           | — | — | — | — | US69 Gold · (44 Wo.)US | R&B7 (22 Wo.)R&B | Erstveröffentlichung: 29. August 1967 mit Tammi Terrell Produzenten: Harvey Fuqua, Johnny Bristol, Hal Davis, Berry Gordy, Jr. |
| 1968 | You’re All I Need                                | — | — | — | — | US60 (21 Wo.)US | R&B4 (19 Wo.)R&B | Erstveröffentlichung: August 1968 mit Tammi Terrell Produzenten: Harvey Fuqua, Johnny Bristol |
| 1968 | In the Groove / I Heard It Through the Grapevine | — | — | — | UK— GoldUK | US63 (27 Wo.)US | R&B2 (30 Wo.)R&B | Erstveröffentlichung: 26. August 1968 Produzenten: Ashford & Simpson, Ivy Jo Hunter, Frank Wilson, Norman Whitfield, Mickey Gentile, Harvey Fuqua, Johnny Bristol, George Gordy                                                        |
| 1969 | M. P. G.                                         | — | — | — | — | US33 (18 Wo.)US | R&B1 (32 Wo.)R&B | Erstveröffentlichung: 30. April 1969 Produzent: Norman Whitfield |
| 1969 | Easy                                             | — | — | — | — | US184 (2 Wo.)US | — | Erstveröffentlichung: 16. September 1969 mit Tammi Terrell Produzenten: Ashford & Simpson, Harvey Fuqua, Johnny Bristol |
| 1970 | That’s the Way Love Is                           | — | — | — | — | US189 (3 Wo.)US | R&B17 (16 Wo.)R&B | Erstveröffentlichung: 8. Januar 1970 Produzent: Norman Whitfield |
| 1971 | What’s Going On                                  | — | — | CH58 (1 Wo.)CH | UK56 Platin · (11 Wo.)UK | US6 Gold · (54 Wo.)US | R&B1 (53 Wo.)R&B | Erstveröffentlichung: 21. Mai 1971 Re-Entry (R&B): 1984, Platz 49, 5 Wochen Charteintritt in UK erst im Februar 1998, in der Schweiz erst im Mai 2021 Produzent: Marvin Gaye Platz 1 der Rolling-Stone-500 (2020); Grammy Hall of Fame |
| 1972 | Trouble Man                                      | — | — | — | — | US14 (21 Wo.)US | R&B3 (21 Wo.)R&B | Erstveröffentlichung: 8. Dezember 1972 Produzent: Marvin Gaye |
| 1973 | Let’s Get It On                                  | — | — | — | UK39 Gold · (1 Wo.)UK | US2 (61 Wo.)US | R&B1 (46 Wo.)R&B | Erstveröffentlichung: 28. August 1973 Produzenten: Ed Townsend, Marvin Gaye Platz 422 der Rolling-Stone-500 (2020); Grammy Hall of Fame                                                                                                |
| 1973 | Diana & Marvin                                   | — | — | — | UK6 Gold · (45 Wo.)UK | US26 (47 Wo.)US | R&B7 (27 Wo.)R&B | Erstveröffentlichung: 26. Oktober 1973 mit Diana Ross Aufnahme: Motown Recording Studios Hollywood Produzenten: Hal Davis, Suzee Ikeda                                                                                                 |
| 1976 | I Want You                                       | — | — | — | — | US4 (28 Wo.)US | R&B1 (26 Wo.)R&B | Erstveröffentlichung: 16. März 1976 Produzenten: Leon Ware, T-Boy Ross, Hal Davis |
| 1978 | Here, My Dear                                    | — | — | — | — | US26 (21 Wo.)US | R&B4 (26 Wo.)R&B | Erstveröffentlichung: 15. Dezember 1978; Doppelalbum Produzent: Marvin Gaye Platz 493 der Rolling-Stone-500 (2020) |
| 1981 | In Our Lifetime                                  | — | — | — | UK48 (4 Wo.)UK | US32 (17 Wo.)US | R&B6 (22 Wo.)R&B | Erstveröffentlichung: 15. Januar 1981 Produzent: Marvin Gaye |
| 1982 | Midnight Love                                    | DE48 (4 Wo.)DE | — | — | UK10 Gold · (16 Wo.)UK | US7 ×3Dreifachplatin · (41 Wo.)US                                                                                                 | R&B1 (43 Wo.)R&B | Erstveröffentlichung: 1. Oktober 1982 Aufnahme: Studio Katy, Ohain, Belgien Produzent: Marvin Gaye |
| 1985 | Dream of a Lifetime                              | — | — | — | UK46 (4 Wo.)UK | US41 (15 Wo.)US | R&B8 (20 Wo.)R&B | Erstveröffentlichung: Mai 1985 Produzenten: Gordon Banks, Harvey Fuqua, Marvin Gaye |
| 2019 | You’re the Man                                   | DE46 (3 Wo.)DE | — | CH80 (1 Wo.)CH | UK52 (1 Wo.)UK | US168 (1 Wo.)US | R&B17 (1 Wo.)R&B | Erstveröffentlichung: 29. März 2019 |

grau schraffiert: keine Chartdaten aus diesem Jahr verfügbar
Weitere Studioalben
- 1961: The Soulful Moods of Marvin Gaye
- 1962: That Stubborn Kinda Fellow
- 1964: Marvin Gaye
- 1964: When I’m Alone I Cry
- 1964: Hello Broadway
- 1965: A Tribute to the Great Nat King Cole
- 1985: Romantically Yours
- 1997: Vulnerable

### Livealben
| Jahr | Titel                        | Höchstplatzierung, Gesamtwochen, AuszeichnungChartplatzierungen (Jahr, Titel, Platzierungen, Wochen, Auszeichnungen, Anmerkungen) | Höchstplatzierung, Gesamtwochen, AuszeichnungChartplatzierungen (Jahr, Titel, Platzierungen, Wochen, Auszeichnungen, Anmerkungen) | Höchstplatzierung, Gesamtwochen, AuszeichnungChartplatzierungen (Jahr, Titel, Platzierungen, Wochen, Auszeichnungen, Anmerkungen) | Höchstplatzierung, Gesamtwochen, AuszeichnungChartplatzierungen (Jahr, Titel, Platzierungen, Wochen, Auszeichnungen, Anmerkungen) | Höchstplatzierung, Gesamtwochen, AuszeichnungChartplatzierungen (Jahr, Titel, Platzierungen, Wochen, Auszeichnungen, Anmerkungen) | Höchstplatzierung, Gesamtwochen, AuszeichnungChartplatzierungen (Jahr, Titel, Platzierungen, Wochen, Auszeichnungen, Anmerkungen) | Anmerkungen                                                                           |
| Jahr | Titel                        | DE | AT | CH | UK | US | R&B | Anmerkungen                                                                           |
| ---- | ---------------------------- | --- | --- | --- | --- | --- | --- | ------------------------------------------------------------------------------------- |
| 1974 | Marvin Gaye Live!            | — | — | — | — | US8 (28 Wo.)US | R&B1 (34 Wo.)R&B | Erstveröffentlichung: 19. Juni 1974 aufgenommen im Alameda County Coliseum in Oakland |
| 1977 | Live at the London Palladium | — | — | — | — | US3 (26 Wo.)US | R&B1 (30 Wo.)R&B | Erstveröffentlichung: 15. März 1977                                                   |

grau schraffiert: keine Chartdaten aus diesem Jahr verfügbar
Weitere Livealben
| - 1963: Recorded Live on Stage - 1991: The Last Concert Tour - 1993: In Concert - 1994: Third World Girl (Live) - 1998: Live - 1999: In Concert - 2000: Live – The Last Concert - 2000: The Final Concert | - 2002: Recorded Live in Miami - 2003: Live in Montreux 1980 (2 CDs) - 2004: Live - 2005: At the Copa - 2005: The Best of Marvin Gaye “Live” - 2006: Golden Legends: Marvin Gaye Live - 2006: Legend, Live & Forever - 2006: The Greatest Hits in Concert - 2019: What’s Going On (Live) (Live at the Kennedy Center Auditorium, Washington D.C., 1972) |

### Kompilationen
| Jahr | Titel                                                       | Höchstplatzierung, Gesamtwochen, AuszeichnungChartplatzierungen (Jahr, Titel, Platzierungen, Wochen, Auszeichnungen, Anmerkungen) | Höchstplatzierung, Gesamtwochen, AuszeichnungChartplatzierungen (Jahr, Titel, Platzierungen, Wochen, Auszeichnungen, Anmerkungen) | Höchstplatzierung, Gesamtwochen, AuszeichnungChartplatzierungen (Jahr, Titel, Platzierungen, Wochen, Auszeichnungen, Anmerkungen) | Höchstplatzierung, Gesamtwochen, AuszeichnungChartplatzierungen (Jahr, Titel, Platzierungen, Wochen, Auszeichnungen, Anmerkungen) | Höchstplatzierung, Gesamtwochen, AuszeichnungChartplatzierungen (Jahr, Titel, Platzierungen, Wochen, Auszeichnungen, Anmerkungen) | Höchstplatzierung, Gesamtwochen, AuszeichnungChartplatzierungen (Jahr, Titel, Platzierungen, Wochen, Auszeichnungen, Anmerkungen) | Anmerkungen |
| Jahr | Titel                                                       | DE | AT | CH | UK | US | R&B | Anmerkungen |
| ---- | ----------------------------------------------------------- | --- | --- | --- | --- | --- | --- | --- |
| 1964 | Greatest Hits                                               | — | — | — | UK13 Gold · (62 Wo.)UK | US72 (14 Wo.)US | — | Erstveröffentlichung: 1964 Charteintritt in UK erst im März 1968 (Platz 40, 1 Woche) Wiedereinstieg UK im November 1983 (61 Wochen) |
| 1967 | Greatest Hits, Vol. 2                                       | — | — | — | — | US178 (5 Wo.)US | R&B19 (3 Wo.)R&B | Erstveröffentlichung: 1967 |
| 1969 | Marvin Gaye and His Girls                                   | — | — | — | — | US183 (7 Wo.)US | R&B16 (10 Wo.)R&B | Erstveröffentlichung: 2. April 1969 mit Mary Wells, Kim Weston und Tammi Terrell                                                    |
| 1970 | Marvin Gaye and Tammi Terrell’s Greatest Hits               | — | — | — | UK60 (4 Wo.)UK | US171 (3 Wo.)US | R&B17 (8 Wo.)R&B | Erstveröffentlichung: 4. Juli 1970 mit Tammi Terrell                                                                                |
| 1970 | Super Hits                                                  | — | — | — | — | US117 (6 Wo.)US | R&B19 (12 Wo.)R&B | Erstveröffentlichung: September 1970                                                                                                |
| 1974 | Anthology                                                   | — | — | — | — | US61 (29 Wo.)US | R&B10 (27 Wo.)R&B | Erstveröffentlichung: 1974 |
| 1976 | Marvin Gaye’s Greatest Hits                                 | — | — | — | — | US44 Platin · (8 Wo.)US | R&B17 (6 Wo.)R&B | Erstveröffentlichung: 14. September 1976                                                                                            |
| 1976 | The Best Of                                                 | — | — | — | UK56 (1 Wo.)UK | — | — | Erstveröffentlichung: Oktober 1976                                                                                                  |
| 1983 | Every Great Motown Hit of Marvin Gaye                       | — | — | — | UK— SilberUK | US80 Platin · (16 Wo.)US | R&B28 (11 Wo.)R&B | Erstveröffentlichung: 1983 |
| 1984 | Motown Superstars Series Volume 15                          | — | — | — | — | — | R&B62 (3 Wo.)R&B | Erstveröffentlichung: April 1984 |
| 1986 | Motown Remembers Marvin Gaye: Never Before Released Masters | — | — | — | — | US193 (2 Wo.)US | R&B48 (9 Wo.)R&B | Erstveröffentlichung: April 1986 |
| 1988 | A Musical Testament 1964–1984                               | — | — | — | — | — | R&B69 (5 Wo.)R&B | Erstveröffentlichung: Mai 1988 |
| 1988 | Love Songs                                                  | — | — | — | UK69 Gold · (9 Wo.)UK | — | — | Erstveröffentlichung: Oktober 1988 mit Smokey Robinson                                                                              |
| 1990 | Love Songs                                                  | — | — | — | UK39 (5 Wo.)UK | — | — | Erstveröffentlichung: Oktober 1990                                                                                                  |
| 1991 | The Marvin Gaye Collection                                  | — | — | — | — | — | R&B67 (11 Wo.)R&B | Erstveröffentlichung: September 1990 Box mit 4 CDs                                                                                  |
| 1994 | The Very Best of Marvin Gaye                                | — | — | — | UK3 Gold · (24 Wo.)UK | — | — | Erstveröffentlichung: März 1994 |
| 1994 | Marvin Gaye                                                 | — | — | — | UK82 (1 Wo.)UK | — | — | Erstveröffentlichung: März 1994 |
| 1997 | The Very Best of Marvin Gaye                                | — | — | — | UK15 ×2Doppelplatin · (5 Wo.)UK                                                                                                   | US167 Gold · (3 Wo.)US | R&B85 (2 Wo.)R&B | Erstveröffentlichung: 12. August 1997 Wiederveröffentlichung: 17. Juli 2001                                                         |
| 2000 | The Love Songs                                              | — | — | — | UK8 Gold · (9 Wo.)UK | — | — | Erstveröffentlichung: Februar 2000                                                                                                  |
| 2005 | Gold                                                        | — | — | — | — | US147 (4 Wo.)US | R&B86 (2 Wo.)R&B | Erstveröffentlichung: Mai 2005 |
| 2006 | The Love Collection                                         | — | — | — | UK44 (3 Wo.)UK | — | — | Erstveröffentlichung: 13. März 2006                                                                                                 |
| 2007 | Number 1’s                                                  | — | — | — | — | US175 (1 Wo.)US | R&B87 (1 Wo.)R&B | Erstveröffentlichung: 3. April 2007 Charteintritt in die Billboard 200 erst im März 2015                                            |
| 2008 | Playlist Your Way                                           | — | — | — | — | — | R&B77 (5 Wo.)R&B | Erstveröffentlichung: 5. August 2008                                                                                                |
| 2010 | Love Marvin – The Greatest Love Songs Of                    | — | — | — | UK27 Gold · (3 Wo.)UK | — | — | Erstveröffentlichung: 1. Februar 2010 Doppelalbum                                                                                   |
| 2010 | Icon: Marvin Gaye                                           | — | — | — | — | — | R&B41 (74 Wo.)R&B | Erstveröffentlichung: 31. August 2010                                                                                               |
| 2010 | Marvine Gaye                                                | — | — | — | — | — | R&B42 (29 Wo.)R&B | Erstveröffentlichung: Oktober 2010                                                                                                  |
| 2011 | S. O. U. L.: Marvin Gaye                                    | — | — | — | — | — | R&B68 (5 Wo.)R&B | Erstveröffentlichung: 22. Februar 2011                                                                                              |
| 2012 | S. O. U. L.: Marvin Gaye: Volume 2                          | — | — | — | — | — | R&B35 (27 Wo.)R&B | Erstveröffentlichung: 29. Mai 2012                                                                                                  |

grau schraffiert: keine Chartdaten aus diesem Jahr verfügbar
Weitere Kompilationen
| - 1972: The Hits of Marvin Gaye - 1977: Marvin Gaye’s Greatest Hits Volume 2 - 1979: Superstar - 1980: Early Years 1961–1964 - 1982: The Magic of Marvin Gaye - 1983: Greatest Hits - 1983: 15 Greatest Hits - 1983: Great Songs and Performances That Inspired the Motown 25th Anniversary TV Special - 1983: Portrait (2 LPs) - 1984: Motown Legends - 1985: Marvin Gaye & His Women: 21 Classic Duets - 1986: 20 Greatest Hits: Compact Command Performances - 1986: Motown Remembers Marvin Gaye - 1988: 18 Greatest Hits - 1988: Witness - 1989: His Greatest Hits - 1990: Soul Collection - 1990: A Tribute to Marvin Gaye - 1991: Take This Heart of Mine - 1992: Motown’s Greatest Hits - 1994: The Norman Whitfield Sessions - 1993: Seek and You Shall Find: More of the Best (1963–1981) - 1993: Night Life - 1994: Love Starved Heart: Rare and Unreleased - 1994: Memories – 18 Classic Original Hits - 1995: The Master (1961–1984) (UK: Silber) - 1995: The Best of Marvin Gaye - 1996: Early Classics - 1996: Master Series - 1997: The Legendary Marvin Gaye (2 CDs) - 1997: The Soulful Sound of Marvin Gaye - 1997: Selection: The Man, the Music, the Legend (2 CDs) - 1997: Forever Yours - 1997: I Heard It Through the Grapevine | - 1999: The Sexual Healer (Soul Aces) - 1999: The Real Thing - 1999: The Best of Marvin Gaye – Volume 1 – The ’60s (US: Gold) - 2000: Classic - 2001: The Complete Duets - 2001: Super Hits - 2001: The Legends Collection: The Marvin Gaye Collection (2 CDs) - 2001: And Friends - 2001: Legends of Soul - 2002: Love Songs: Bedroom Ballads - 2003: Love Songs: Greatest Duets - 2003: Original 3 CDs (Box mit 3 CDs) - 2003: The Marvin Gaye Collection - 2004: Icons (2 CDs) - 2004: Got to Give It Up: The Funk Collection - 2004: Joy - 2005: Sexual Healing - 2005: The Essential Marvin Gaye - 2006: Can I Get a Witness - 2006: The Hits: Double Soul Collection Vol. 1 - 2006: Soul Legends - 2006: Anthology (2 CDs) - 2006: How Sweet It Is: The Love Songs - 2007: 50 (3 CDs) - 2007: Colour Collection - 2007: Legends - 2007: The Essential Collection - 2008: A Motown Legend - 2008: The Orange Collection (2 CDs) - 2009: Songbook - 2010: Let’s Get It On (Rarities Edition) - 2010: 4 Original Albums (4 CDs) - 2013: Easy Living - 2014: Ain’t No Mountain High Enough: The Collection - 2015: Volume One 1961–1965 (Box mit 7 CDs) |

## Singles

### Als Leadmusiker
| Jahr | Titel Album                                                             | Höchstplatzierung, Gesamtwochen, AuszeichnungChartplatzierungen (Jahr, Titel, Album, Platzierungen, Wochen, Auszeichnungen, Anmerkungen) | Höchstplatzierung, Gesamtwochen, AuszeichnungChartplatzierungen (Jahr, Titel, Album, Platzierungen, Wochen, Auszeichnungen, Anmerkungen) | Höchstplatzierung, Gesamtwochen, AuszeichnungChartplatzierungen (Jahr, Titel, Album, Platzierungen, Wochen, Auszeichnungen, Anmerkungen) | Höchstplatzierung, Gesamtwochen, AuszeichnungChartplatzierungen (Jahr, Titel, Album, Platzierungen, Wochen, Auszeichnungen, Anmerkungen) | Höchstplatzierung, Gesamtwochen, AuszeichnungChartplatzierungen (Jahr, Titel, Album, Platzierungen, Wochen, Auszeichnungen, Anmerkungen) | Höchstplatzierung, Gesamtwochen, AuszeichnungChartplatzierungen (Jahr, Titel, Album, Platzierungen, Wochen, Auszeichnungen, Anmerkungen) | Höchstplatzierung, Gesamtwochen, AuszeichnungChartplatzierungen (Jahr, Titel, Album, Platzierungen, Wochen, Auszeichnungen, Anmerkungen) | Anmerkungen | [↑]: gemeinsam behandelt mit vorhergehendem Eintrag; [←]: in beiden Charts platziert |
| Jahr | Titel Album                                                             | DE | AT | CH | UK | US | R&B | Dance | Anmerkungen |                                                                                      |
| ---- | ----------------------------------------------------------------------- | --- | --- | --- | --- | --- | --- | --- | --- | ------------------------------------------------------------------------------------ |
| 1962 | Stubborn Kind of Fellow Recorded Live on Stage                          | — | — | — | — | US46 (9 Wo.)US | R&B8 (17 Wo.)R&B | — | Erstveröffentlichung: Mai 1962 Backing Vocals: Martha & the Vandellas Autoren: Marvin Gaye, George Gordy, William Stevenson |                                                                                      |
| 1962 | Hitch Hike That Stubborn Kinda Fellow                                   | — | — | — | — | US30 (12 Wo.)US | R&B12 (8 Wo.)R&B | — | Erstveröffentlichung: 19. Dezember 1962 Backing Vocals: Martha & the Vandellas Autoren: Marvin Gaye, William Stevenson, Clarence Paul                                                                                            |                                                                                      |
| 1963 | Pride and Joy That Stubborn Kinda Fellow                                | — | — | — | — | US10 (14 Wo.)US | R&B2 (16 Wo.)R&B | — | Erstveröffentlichung: 18. April 1963 Backing Vocals: Martha & the Vandellas Autoren: Marvin Gaye, William Stevenson, Norman Whitfield                                                                                            |                                                                                      |
| 1963 | Can I Get a Witness Marvin Gaye                                         | — | — | — | — | US22 (16 Wo.)US | R&B3 (19 Wo.)R&B | — | Erstveröffentlichung: 20. September 1963 Autoren: Holland–Dozier–Holland |                                                                                      |
| 1963 | I’m Crazy ’Bout My Baby Greatest Hits                                   | — | — | — | — | US77 (3 Wo.)US | — | — | Erstveröffentlichung: 20. September 1963 B-Seite von Can I Get a Witness Autor: William Stevenson |                                                                                      |
| 1964 | You’re a Wonderful One How Sweet It Is to Be Loved by You               | — | — | — | — | US15 (10 Wo.)US | R&B3 (16 Wo.)R&B | — | Erstveröffentlichung: 20. Februar 1964 Autoren: Holland–Dozier–Holland |                                                                                      |
| 1964 | Once Upon a Time Together                                               | — | — | — | UK50 (1 Wo.)UK | US19 (9 Wo.)US | R&B3 (15 Wo.)R&B | — | Erstveröffentlichung: 14. April 1964 mit Mary Wells B-Seite von What’s the Matter with You Baby Autoren: Clarence Paul, Dave Hamilton, William Stevenson                                                                         |                                                                                      |
| 1964 | What’s the Matter with You Baby Together                                | — | — | — | — | US17 (10 Wo.)US | R&B2 (15 Wo.)R&B | — | Erstveröffentlichung: 14. April 1964 mit Mary Wells Autoren: Clarence Paul, William Stevenson |                                                                                      |
| 1964 | Try It Baby How Sweet It Is to Be Loved by You                          | — | — | — | — | US15 (11 Wo.)US | R&B6 (11 Wo.)R&B | — | Erstveröffentlichung: 21. Mai 1964 Autor: Berry Gordy |                                                                                      |
| 1964 | Baby Don’t You Do It How Sweet It Is to Be Loved by You                 | — | — | — | — | US27 (9 Wo.)US | R&B14 (8 Wo.)R&B | — | Erstveröffentlichung: 2. September 1964 Autoren: Holland–Dozier–Holland |                                                                                      |
| 1964 | What Good Am I Without You Take Two                                     | — | — | — | — | US61 (6 Wo.)US | R&B28 (4 Wo.)R&B | — | Erstveröffentlichung: 30. September 1964 mit Kim Weston Autoren: Alphonso Higdon, William Stevenson |                                                                                      |
| 1964 | How Sweet It Is (To Be Loved by You) How Sweet It Is to Be Loved by You | — | — | — | UK49 Silber · (1 Wo.)UK | US6 (14 Wo.)US | R&B3 (18 Wo.)R&B | — | Erstveröffentlichung: 4. November 1964 auch in deutscher Sprache als Wie schön das ist Autoren: Holland–Dozier–Holland |                                                                                      |
| 1965 | I’ll Be Doggone Moods of Marvin Gaye                                    | — | — | — | — | US8 (12 Wo.)US | R&B1 (15 Wo.)R&B | — | Erstveröffentlichung: 20. Februar 1965 Autoren: Warren Moore, Marvin Tarplin, Smokey Robinson |                                                                                      |
| 1965 | Pretty Little Baby Greatest Hits, Vol. 2                                | — | — | — | — | US25 (7 Wo.)US | R&B16 (10 Wo.)R&B | — | Erstveröffentlichung: 18. Juni 1965 Autoren: Clarence Paul, Dave Hamilton, Marvin Gaye |                                                                                      |
| 1965 | Ain’t That Peculiar Moods of Marvin Gaye                                | — | — | — | — | US8 (12 Wo.)US | R&B1 (19 Wo.)R&B | — | Erstveröffentlichung: 14. September 1965 Autoren: Robert Rogers, Smokey Robinson, Marvin Tarplin, Warren Moore |                                                                                      |
| 1966 | One More Heartache Moods of Marvin Gaye                                 | — | — | — | — | US29 (8 Wo.)US | R&B4 (11 Wo.)R&B | — | Erstveröffentlichung: 31. Januar 1966 Autoren: Warren Moore, Smokey Robinson, Robert Rogers, Marvin Tarplin, Ronald White Original: The Artwoods, 1965                                                                           |                                                                                      |
| 1966 | Take This Heart of Mine Moods of Marvin Gaye                            | — | — | — | — | US44 (8 Wo.)US | R&B16 (10 Wo.)R&B | — | Erstveröffentlichung: 2. Mai 1966 Autoren: Marvin Tarplin, Warren Moore, Smokey Robinson |                                                                                      |
| 1966 | Little Darling, I Need You Moods of Marvin Gaye                         | — | — | — | UK50 (1 Wo.)UK | US47 (7 Wo.)US | R&B10 (9 Wo.)R&B | — | Erstveröffentlichung: 26. Juli 1966 Autoren: Holland–Dozier–Holland |                                                                                      |
| 1966 | It Takes Two Take Two                                                   | — | — | — | UK16 Silber · (11 Wo.)UK | US14 (12 Wo.)US | R&B4 (12 Wo.)R&B | — | Erstveröffentlichung: 2. Dezember 1966 mit Kim Weston Autoren: William Stevenson, Sylvia Rose Moy |                                                                                      |
| 1967 | Ain’t No Mountain High Enough United                                    | DE— GoldDE | — | — | UK80 ×4Vierfachplatin · (5 Wo.)UK | US19 ×7Siebenfachplatin · (12 Wo.)US | R&B3 (13 Wo.)R&B | — | Erstveröffentlichung: 20. April 1967 mit Tammi Terrell Grammy Hall of Fame Platz 140 der Songs of the Century Charteintritt in Uk erst im April 2013 Autoren: Nickolas Ashford, Valerie Simpson                                  |                                                                                      |
| 1967 | Your Unchanging Love Moods of Marvin Gaye                               | — | — | — | — | US33 (7 Wo.)US | R&B7 (12 Wo.)R&B | — | Erstveröffentlichung: 12. Juni 1967 Autoren: Holland–Dozier–Holland |                                                                                      |
| 1967 | Your Precious Love United                                               | — | — | — | — | US5 (13 Wo.)US | R&B2 (13 Wo.)R&B | — | Erstveröffentlichung: 22. August 1967 mit Tammi Terrell Autoren: Nickolas Ashford, Valerie Simpson |                                                                                      |
| 1967 | If I Could Build My Whole World Around You United                       | — | — | — | UK41 (7 Wo.)UK | US10 (11 Wo.)US | R&B2 (14 Wo.)R&B | — | Erstveröffentlichung: 14. November 1967 mit Tammi Terrell Autoren: Johnny Bristol, Vernon Bullock, Harvey Fuqua |                                                                                      |
| 1967 | If This World Were Mine United                                          | — | — | — | — | US68 (6 Wo.)US | R&B27 (7 Wo.)R&B | — | Erstveröffentlichung: 14. November 1967 mit Tammi Terrell B-Seite von If I Could Build My Whole World Around You Autor: Marvin Gaye                                                                                              |                                                                                      |
| 1967 | You In the Groove                                                       | — | — | — | — | US34 (7 Wo.)US | R&B7 (9 Wo.)R&B | — | Erstveröffentlichung: 21. Dezember 1967 Autoren: Ivy Jo Hunter, Jack Alan Goga, Jeffrey Bowen |                                                                                      |
| 1968 | Ain’t Nothin’ Like The Real Thing You’re All I Need                     | — | — | — | UK34 (7 Wo.)UK | US8 (13 Wo.)US | R&B1 (13 Wo.)R&B | — | Erstveröffentlichung: 28. März 1968 mit Tammi Terrell Autoren: Nickolas Ashford, Valerie Simpson |                                                                                      |
| 1968 | You’re All I Need to Get By You’re All I Need                           | — | — | — | UK19 Silber · (19 Wo.)UK | US7 (12 Wo.)US | R&B1 (13 Wo.)R&B | — | Erstveröffentlichung: 9. Juli 1968 mit Tammi Terrell Autoren: Nickolas Ashford, Valerie Simpson |                                                                                      |
| 1968 | Chained In the Groove                                                   | — | — | — | — | US32 (10 Wo.)US | R&B8 (10 Wo.)R&B | — | Erstveröffentlichung: 20. August 1968 Autor: Frank Wilson |                                                                                      |
| 1968 | Keep On Lovin’ Me Honey You’re All I Need                               | — | — | — | — | US24 (7 Wo.)US | R&B11 (8 Wo.)R&B | — | Erstveröffentlichung: 24. September 1968 mit Tammi Terrell Autoren: Nickolas Ashford, Valerie Simpson |                                                                                      |
| 1968 | You Ain’t Livin’ Till You’re Lovin’ You’re All I Need                   | — | — | — | UK21 (8 Wo.)UK | — | — | — | Erstveröffentlichung: 24. September 1968 mit Tammi Terrell B-Seite von Keep On Lovin’ Me Honey Autoren: Nickolas Ashford, Valerie Simpson                                                                                        |                                                                                      |
| 1968 | I Heard It Through the Grapevine In the Groove                          | — | — | — | UK1 Platin · (15 Wo.)UK | US1 (15 Wo.)US | R&B1 (14 Wo.)R&B | — | Erstveröffentlichung: 30. Oktober 1968 Grammy Hall of Fame, R&B Hall of Fame Platz 21 der Songs of the Century Platz 81 der Rolling Stone 500 Autoren: Barrett Strong, Norman Whitfield Original: Gladys Knight & the Pips, 1967 |                                                                                      |
| 1969 | Good Lovin’ Ain’t Easy to Come By Marvin Gaye and His Girls             | — | — | — | UK26 (8 Wo.)UK | US30 (7 Wo.)US | R&B11 (6 Wo.)R&B | — | Erstveröffentlichung: 14. Januar 1969 mit Tammi Terrell Autoren: Nickolas Ashford, Valerie Simpson |                                                                                      |
| 1969 | Too Busy Thinking ’Bout My Baby M. P. G.                                | — | — | — | UK5 (16 Wo.)UK | US4 (15 Wo.)US | R&B1 (15 Wo.)R&B | — | Erstveröffentlichung: 2. April 1969 Autoren: Janie Bradford, Norman Whitfield, Barrett Strong Original: The Temptations, 1966 |                                                                                      |
| 1969 | That’s the Way Love Is                                                  | — | — | — | — | US7 (12 Wo.)US | R&B2 (13 Wo.)R&B | — | Erstveröffentlichung: 4. August 1969 Autoren: Holland–Dozier–Holland Original: The Isley Brothers, 1967 |                                                                                      |
| 1969 | The Onion Song Marvin Gaye and Tammi Terrell’s Greatest Hits            | — | — | — | UK9 (12 Wo.)UK | US50 (7 Wo.)US | R&B18 (7 Wo.)R&B | — | Erstveröffentlichung: 31. Oktober 1969 mit Tammi Terrell Autoren: Nickolas Ashford, Valerie Simpson |                                                                                      |
| 1969 | What You Gave Me Marvin Gaye and Tammi Terrell’s Greatest Hits          | — | — | — | — | US49 (8 Wo.)US | R&B6 (7 Wo.)R&B | — | Erstveröffentlichung: 6. November 1969 mit Tammi Terrell Autoren: Nickolas Ashford, Valerie Simpson |                                                                                      |
| 1969 | How Can I Forget That’s the Way Love Is                                 | — | — | — | — | US41 (7 Wo.)US | R&B18 (7 Wo.)R&B | — | Erstveröffentlichung: 16. Dezember 1969 Autoren: Norman Whitfield, Barrett Strong |                                                                                      |
| 1969 | Gonna Give Her All the Love I’ve Got That’s the Way Love Is             | — | — | — | — | US41 (6 Wo.)US | R&B26 (9 Wo.)R&B | — | Erstveröffentlichung: 16. Dezember 1969 B-Seite von How Can I Forget Autoren: Norman Whitfield, Barrett Strong |                                                                                      |
| 1970 | California Soul Easy                                                    | — | — | — | — | US50 (6 Wo.)US | — | — | Erstveröffentlichung: 20. März 1970 mit Tammi Terrell Autoren: Nickolas Ashford, Valerie Simpson Original: The Messengers, 1967                                                                                                  |                                                                                      |
| 1970 | Abraham, Martin and John That’s the Way Love Is                         | — | — | — | UK9 (14 Wo.)UK | — | — | — | Erstveröffentlichung: 17. April 1970 Autor: Dick Holler Original: Dion, 1968 |                                                                                      |
| 1970 | The End of Our Road M. P. G.                                            | — | — | — | — | US40 (7 Wo.)US | R&B7 (9 Wo.)R&B | — | Erstveröffentlichung: 19. Mai 1970 Autoren: Barrett Strong, Norman Whitfield, Roger Penzabene |                                                                                      |
| 1971 | What’s Going On                                                         | — | — | — | UK80 Gold · (4 Wo.)UK | US2 (15 Wo.)US | R&B1 (15 Wo.)R&B | — | Erstveröffentlichung: 20. Januar 1971 R&B Hall of Fame Platz 4 der Rolling Stone 500 Platz 65 der Songs of the Century Charteintritt in UK erst im November 1983 Autoren: Marvin Gaye, Al Cleveland, Renaldo Benson              |                                                                                      |
| 1971 | Mercy Mercy Me (The Ecology) What’s Going On                            | — | — | — | UK— SilberUK | US4 (12 Wo.)US | R&B1 (13 Wo.)R&B | — | Erstveröffentlichung: 10. Juni 1971 Grammy Hall of Fame Autor: Marvin Gaye |                                                                                      |
| 1971 | Inner City Blues (Make Me Wanna Holler) What’s Going On                 | — | — | — | — | US9 (9 Wo.)US | R&B1 (12 Wo.)R&B | — | Erstveröffentlichung: 9. September 1971 Autoren: Marvin Gaye, James Nyx Jr. |                                                                                      |
| 1971 | Save the Children What’s Going On                                       | — | — | — | UK41 (6 Wo.)UK | — | — | — | Erstveröffentlichung: 26. November 1971 Autoren: Renaldo Benson, Al Cleveland, Marvin Gaye |                                                                                      |
| 1971 | Little Darling (I Need You) –                                           | — | — | —[UK: ↑] | UK41 (6 Wo.)UK | — | — | — | Erstveröffentlichung: 26. November 1971 B-Seite von Save the Children Autoren: Holland–Dozier–Holland |                                                                                      |
| 1972 | You’re the Man –                                                        | — | — | — | — | US50 (5 Wo.)US | R&B7 (9 Wo.)R&B | — | Erstveröffentlichung: 26. April 1972 Autoren: Kenny Stover, Marvin Gaye |                                                                                      |
| 1972 | Trouble Man                                                             | — | — | — | — | US7 (12 Wo.)US | R&B4 (14 Wo.)R&B | — | Erstveröffentlichung: 21. November 1972 vom Soundtrack des gleichnamigen Films mit Robert Hooks Autor: Marvin Gaye |                                                                                      |
| 1973 | Let’s Get It On                                                         | — | — | — | UK31 Platin · (7 Wo.)UK | US1 Gold + Platin (Mastertone) · (19 Wo.)US                                                                                              | R&B1 (17 Wo.)R&B | — | Erstveröffentlichung: 15. Juni 1973 Platz 168 der Rolling Stone 500 Autoren: Marvin Gaye, Ed Townsend |                                                                                      |
| 1973 | You’re a Special Part of Me Diana & Marvin                              | — | — | — | — | US12 (12 Wo.)US | R&B4 (15 Wo.)R&B | — | Erstveröffentlichung: 12. September 1973 mit Diana Ross Autoren: Andrew Porter, Gregory Wright, Harold Johnson |                                                                                      |
| 1973 | Come Get to This Let’s Get It On                                        | — | — | — | — | US21 (13 Wo.)US | R&B3 (14 Wo.)R&B | — | Erstveröffentlichung: 11. Oktober 1973 Autor: Marvin Gaye |                                                                                      |
| 1974 | You Sure Love to Ball Let’s Get It On                                   | — | — | — | — | US50 (6 Wo.)US | R&B13 (14 Wo.)R&B | — | Erstveröffentlichung: 2. Januar 1974 Autor: Marvin Gaye |                                                                                      |
| 1974 | My Mistake (Was to Love You) Diana & Marvin                             | — | — | — | — | US19 (16 Wo.)US | R&B15 (14 Wo.)R&B | — | Erstveröffentlichung: 17. Januar 1974 mit Diana Ross Autoren: Gloria Jones, Pam Sawyer |                                                                                      |
| 1974 | You Are Everything Diana & Marvin                                       | — | — | — | UK5 Silber · (12 Wo.)UK | — | — | — | Erstveröffentlichung: 11. März 1974 mit Diana Ross Autoren: Linda Creed, Thom Bell Original: The Stylistics, 1971 |                                                                                      |
| 1974 | Don’t Knock My Love Diana & Marvin                                      | — | — | — | — | US46 (9 Wo.)US | R&B25 (12 Wo.)R&B | — | Erstveröffentlichung: 18. Juni 1974 mit Diana Ross Autoren: Wilson Pickett, Brad Shapiro Original: Wilson Pickett, 1971 |                                                                                      |
| 1974 | Stop Look Listen (To Your Heart) Diana & Marvin                         | — | — | — | UK25 (8 Wo.)UK | — | — | — | Erstveröffentlichung: 21. Juni 1974 mit Diana Ross Autoren: Linda Creed, Thom Bell Original: The Stylistics, 1971 |                                                                                      |
| 1974 | Distant Lover Let’s Get It On                                           | — | — | — | — | US28 (9 Wo.)US | R&B12 (13 Wo.)R&B | — | Erstveröffentlichung: 5. September 1974 Autoren: Marvin Gaye, Sandra Greene, Gwendolyn Fuqua |                                                                                      |
| 1976 | I Want You                                                              | — | — | — | — | US15 (12 Wo.)US | R&B1 (15 Wo.)R&B | — | Erstveröffentlichung: 1. April 1976 Autor: Leon Ware, Arthur “T-Boy” Ross |                                                                                      |
| 1976 | After the Dance I Want You                                              | — | — | — | — | US74 (5 Wo.)US | R&B14 (10 Wo.)R&B | — | Erstveröffentlichung: 15. Juli 1976 Autor: Marvin Gaye, Leon Ware, Arthur “T-Boy” Ross |                                                                                      |
| 1977 | Got to Give It Up Live at the London Palladium                          | — | — | — | UK7 Gold · (10 Wo.)UK | US1 (18 Wo.)US | R&B1 (21 Wo.)R&B | Dance1 (22 Wo.)Dance | Erstveröffentlichung: 15. März 1977 Autor: Marvin Gaye |                                                                                      |
| 1978 | Pops, We Love You (A Tribute to Father) “Pops We Love You” … The Album  | — | — | — | UK66 (5 Wo.)UK | US59 (8 Wo.)US | R&B26 (11 Wo.)R&B | — | Erstveröffentlichung: Dezember 1978 mit Diana Ross, Smokey Robinson und Stevie Wonder Autoren: Marilyn McLeod, Pam Sawyer |                                                                                      |
| 1979 | A Funky Space Reincarnation Here, My Dear                               | — | — | — | — | — | R&B23 (12 Wo.)R&B | — | Erstveröffentlichung: 11. Januar 1979 Autor: Marvin Gaye |                                                                                      |
| 1979 | Ego Tripping Out –                                                      | — | — | — | — | — | R&B17 (13 Wo.)R&B | — | Erstveröffentlichung: 28. September 1979 Autor: Marvin Gaye |                                                                                      |
| 1981 | Praise In Our Lifetime                                                  | — | — | — | — | — | R&B18 (12 Wo.)R&B | — | Erstveröffentlichung: 6. Februar 1981 Autor: Marvin Gaye |                                                                                      |
| 1981 | Heavy Love Affair In Our Lifetime                                       | — | — | — | — | — | R&B61 (6 Wo.)R&B | — | Erstveröffentlichung: 20. April 1981 Autor: Marvin Gaye |                                                                                      |
| 1982 | Sexual Healing Midnight Love                                            | DE23 Gold · (22 Wo.)DE | — | — | UK4 Platin · (14 Wo.)UK | US3 Platin + Gold (Digital) · (21 Wo.)US                                                                                                 | R&B1 (27 Wo.)R&B | Dance12 (16 Wo.)Dance | Erstveröffentlichung: September 1982 Grammy (R&B Male Vocal); R&B Hall of Fame Platz 233 der Rolling Stone 500 B-Seite: Grammy (R&B Instrumental) Autoren: Marvin Gaye, David Ritz, Odell Brown                                  |                                                                                      |
| 1982 | My Love Is Waiting Midnight Love                                        | — | — | — | UK34 (5 Wo.)UK | — | — | — | Erstveröffentlichung: Dezember 1982 Autor: Gordon Banks |                                                                                      |
| 1983 | ’Til Tomorrow Midnight Love                                             | — | — | — | — | — | R&B31 (10 Wo.)R&B | — | Erstveröffentlichung: Februar 1983 Autoren: Marvin Gaye, Paul Bollenback |                                                                                      |
| 1983 | Joy Midnight Love                                                       | — | — | — | — | — | R&B78 (4 Wo.)R&B | — | Erstveröffentlichung: März 1983 Autor: Marvin Gaye |                                                                                      |
| 1985 | Sanctified Lady Dream of a Lifetime                                     | — | — | — | UK51 (4 Wo.)UK | — | R&B2 (15 Wo.)R&B | Dance47 (3 Wo.)Dance | Erstveröffentlichung: April 1985 Autoren: Marvin Gaye, Gordon Banks |                                                                                      |
| 1985 | It’s Madness Dream of a Lifetime                                        | — | — | — | — | — | R&B55 (8 Wo.)R&B | — | Erstveröffentlichung: Juli 1985 Autor: Marvin Gaye |                                                                                      |
| 1986 | I Heard It Through the Grapevine ’86 –                                  | DE48 (5 Wo.)DE | — | — | UK8 (8 Wo.)UK | — | — | — | Erstveröffentlichung: April 1986 |                                                                                      |
| 1986 | The World Is Rated X Motown Remembers Marvin Gaye                       | — | — | — | UK95 (1 Wo.)UK | — | — | — | Erstveröffentlichung: Juni 1986 Autoren: Ezra Bolton, Marilyn McLeod, Mel Bolton, Robert Gordy |                                                                                      |
| 1990 | My Last Chance The Marvin Gaye Collection                               | — | — | — | — | — | R&B16 (15 Wo.)R&B | — | Erstveröffentlichung: November 1990 Autor: Marvin Gaye |                                                                                      |
| 1994 | Lucky Lucky Me The Very Best of Marvin Gaye                             | — | — | — | UK67 (2 Wo.)UK | — | — | — | Erstveröffentlichung: Mai 1994 Autoren: Henry Cosby, Ivy Hunter, Sylvia Moy, William Stevenson |                                                                                      |
| 2005 | Let’s Get It On (Remix) –                                               | — | — | — | — | — | R&B93 (6 Wo.)R&B | — | Erstveröffentlichung: März 2005 Remix: Paul Simpson, Miles Jorge |                                                                                      |

grau schraffiert: keine Chartdaten aus diesem Jahr verfügbar

Musiklabel der Single I Heard It Through the Grapevine
Musiklabel der Single Pride and Joy

Weitere Singles
- 1961: Masquerade (Is Over) (als Marvin Gay)
- 1961: Let Your Conscience Be Your Guide
- 1962: Sandman
- 1962: Soldier’s Plea
- 1964: This Is the Life
- 1966: The Teen Beat Song
- 1986: Just Like
- 1995: This Love Starved Heart of Mine (It’s Killing Me)
- 1996: Piece of Clay
- 2007: Grapevine (LMC vs. Marvin)
- 2015: Sexual Healing (Kygo Remix)

### Als Gastmusiker
| Jahr | Titel Album                         | Höchstplatzierung, Gesamtwochen, AuszeichnungChartplatzierungen (Jahr, Titel, Album, Platzierungen, Wochen, Auszeichnungen, Anmerkungen) | Höchstplatzierung, Gesamtwochen, AuszeichnungChartplatzierungen (Jahr, Titel, Album, Platzierungen, Wochen, Auszeichnungen, Anmerkungen) | Höchstplatzierung, Gesamtwochen, AuszeichnungChartplatzierungen (Jahr, Titel, Album, Platzierungen, Wochen, Auszeichnungen, Anmerkungen) | Höchstplatzierung, Gesamtwochen, AuszeichnungChartplatzierungen (Jahr, Titel, Album, Platzierungen, Wochen, Auszeichnungen, Anmerkungen) | Höchstplatzierung, Gesamtwochen, AuszeichnungChartplatzierungen (Jahr, Titel, Album, Platzierungen, Wochen, Auszeichnungen, Anmerkungen) | Höchstplatzierung, Gesamtwochen, AuszeichnungChartplatzierungen (Jahr, Titel, Album, Platzierungen, Wochen, Auszeichnungen, Anmerkungen) | Höchstplatzierung, Gesamtwochen, AuszeichnungChartplatzierungen (Jahr, Titel, Album, Platzierungen, Wochen, Auszeichnungen, Anmerkungen) | Anmerkungen |
| Jahr | Titel Album                         | DE | AT | CH | UK | US | R&B | Dance | Anmerkungen |
| ---- | ----------------------------------- | --- | --- | --- | --- | --- | --- | --- | --- |
| 2001 | Music                               | — | — | — | UK36 (2 Wo.)UK | US22 (20 Wo.)US | — | — | Erstveröffentlichung: Juni 2001 Erick Sermon feat. Marvin Gaye vom Soundtrack des Films Schlimmer geht’s immer! Autoren: Erick Sermon, Marvin Gaye         |
| 2013 | Keep On Dancing The Art of Sampling | — | AT45 (4 Wo.)AT | — | — | — | — | — | Erstveröffentlichung: September 2013 Parov Stelar feat. Marvin Gaye Autoren: Shaun Brockhurst, Marvin Gaye Original: Marvin Gaye – Got to Give It Up, 1977 |

Weitere Gastbeiträge
- 2007: You’re My Medicine (Gare du Nord feat. Marvin Gaye & Dorona Alberti)
- 2011: Rainforest / What’s Going On (Original Mix) (Paul Hardcastle feat. Marvin Gaye)
- 2011: Easy Come Easy Go (The Marvin Mix) (Paul Hardcastle feat. Marvin Gaye)

## Videoalben
| - 1987: Marvin Gaye Tribute - 1988: Motown on Showtime - 1989: Marvin Gaye - 1999: Greatest Hits Live in 1976 - 2001: Searching Soul - 2002: Behind the Legend - 2003: Live in Montreux 1980 (US: Platin) - 2004: Marvin Gaye Ao Vivo | - 2005: Collector’s Edition - 2005: What’s Going On: The Life & Death of Marvin Gaye: Greatest Hits Live in 1976 - 2006: The Real Thing – In Performance 1964–1981 (US: Gold) - 2006: Live in Belgium 1981 - 2006: USA 1976 - 2006: Trouble Man - 2009: Marvin Gaye: Scenes from a Life |

## Statistik

### Chartauswertung
|                     | DE    | CH    | UK     | US     | R&B      |
| ------------------- | ----- | ----- | ------ | ------ | -------- |
| Nummer-eins-Alben   | DE—DE | CH—CH | UK—UK  | US1US  | R&B8R&B  |
| Top-10-Alben        | DE—DE | CH—CH | UK4UK  | US6US  | R&B18R&B |
| Alben in den Charts | DE1DE | CH2CH | UK18UK | US32US | R&B39R&B |

|                       | DE    | AT    | UK     | US     | R&B      | Dance       |
| --------------------- | ----- | ----- | ------ | ------ | -------- | ----------- |
| Nummer-eins-Singles   | DE—DE | AT—AT | UK1UK  | US3US  | R&B13R&B | Dance1Dance |
| Top-10-Singles        | DE—DE | AT—AT | UK9UK  | US18US | R&B37R&B | Dance1Dance |
| Singles in den Charts | DE2DE | AT1AT | UK28UK | US57US | R&B64R&B | Dance3Dance |

### Auszeichnungen für Musikverkäufe
| Goldene Schallplatte - Australien - 2015: für die Single Sexual Healing - Belgien - 2016: für die Single Ain’t No Mountain High Enough - Dänemark - 2024: für die Single Let’s Get It On - Frankreich - 1985: für das Album Midnight Love - 1990: für das Album Soul Collection - 1994: für das Album The Very Best of Marvin Gaye - Italien - 2019: für die Single I Heard It Through the Grapevine - Kanada - 1983: für die Single Sexual Healing - Neuseeland - 2022: für das Album The Best Of - Spanien - 2024: für die Single I Heard It Through the Grapevine | Platin-Schallplatte - Dänemark - 2020: für die Single Sexual Healing - Italien - 2018: für die Single Ain’t No Mountain High Enough - 2024: für die Single Sexual Healing - Europa - 2004: für das Album The Very Best of Marvin Gaye - Neuseeland - 1983: für das Album Midnight Love - 1994: für das Album The Very Best of Marvin Gaye - 2021: für die Single I Heard It Through the Grapevine - Spanien - 2024: für die Single Sexual Healing - Vereinigte Staaten - 2007: für den Mastertone Sexual Healing 2× Platin-Schallplatte - Dänemark - 2024: für die Single Ain’t No Mountain High Enough - Neuseeland - 2024: für die Single Let’s Get It On 3× Platin-Schallplatte - Neuseeland - 2024: für die Single Sexual Healing - Spanien - 2024: für die Single Ain’t No Mountain High Enough 5× Platin-Schallplatte - Neuseeland - 2024: für die Single Ain’t No Mountain High Enough |

Anmerkung: Auszeichnungen in Ländern aus den Charttabellen bzw. Chartboxen sind in ebendiesen zu finden.
| Land/RegionAuszeichnungen für Musikverkäufe (Land/Region, Auszeichnungen, Verkäufe, Quellen) | Silber     | Gold       | Platin       | Verkäufe    | Quellen              |
| -------------------------------------------------------------------------------------------- | ---------- | ---------- | ------------ | ----------- | -------------------- |
| Australien (ARIA)                                                                            | —          | Gold1      | —            | 35.000      | aria.com.au          |
| Belgien (BRMA)                                                                               | —          | Gold1      | —            | 25.000      | ultratop.be          |
| Dänemark (IFPI)                                                                              | —          | Gold1      | 3× Platin3   | 315.000     | ifpi.dk              |
| Deutschland (BVMI)                                                                           | —          | 2× Gold2   | —            | 500.000     | musikindustrie.de    |
| Europa (IFPI)                                                                                | —          | —          | Platin1      | (1.000.000) | ifpi.org             |
| Frankreich (SNEP)                                                                            | —          | 3× Gold3   | —            | 300.000     | infodisc.fr          |
| Italien (FIMI)                                                                               | —          | Gold1      | 2× Platin2   | 175.000     | fimi.it              |
| Kanada (MC)                                                                                  | —          | Gold1      | —            | 50.000      | musiccanada.com      |
| Neuseeland (RMNZ)                                                                            | —          | Gold1      | 13× Platin13 | 372.500     | radioscope.co.nz NZ2 |
| Spanien (Promusicae)                                                                         | —          | Gold1      | 4× Platin4   | 270.000     | elportaldemusica.es  |
| Vereinigte Staaten (RIAA)                                                                    | —          | 7× Gold7   | 16× Platin16 | 18.150.000  | riaa.com             |
| Vereinigtes Königreich (BPI)                                                                 | 7× Silber7 | 11× Gold11 | 10× Platin10 | 7.920.000   | bpi.co.uk            |
| Insgesamt                                                                                    | 7× Silber7 | 30× Gold30 | 49× Platin49 |             |                      |